# For All the Right Reasons
For All The Right Reasons er det andet album fra danske Hush. Albummet udkom den 19. februar 2007.
Albummet modtog tre ud af seks stjerner i musikmagasinet GAFFA.

## Spor
1. "For All The Right Reasons"
2. "Shake Your Head"
3. "Everybody's Talking"
4. "The Custodian"
5. "Miles Away"
6. "Stuck"
7. "Can't Shake The Doubt"
8. "Ease The Pain"
9. "No Deliverance"
10. "Summer's Day"
11. "Wishes"